# さよならありがとう
「さよならありがとう」は、2000年4月22日にリリースされた小林幸子のシングル（CODA-1867）。

## 概要
- 2000年に公開された映画『クレヨンしんちゃん 嵐を呼ぶジャングル』の主題歌。小林がアニメ映画の主題歌を歌うのは『劇場版ポケットモンスター ミュウツーの逆襲』の「風といっしょに」以来、およそ2年ぶり2度目。『嵐を呼ぶジャングル』では本人役を演じた。
- 名義は、「しんちゃん（野原しんのすけ）くらいの子供たちでもわかるように」という意向から「こばやしさちこ」とひらがな表記になっている。カップリングの「ドシラそファミレス!」は“野原しんのすけ（声：矢島晶子）”とのデュエット曲で、“さっちゃんしんちゃん”名義となっている。
- 小林は翌年も映画『クレヨンしんちゃん 嵐を呼ぶ モーレツ!オトナ帝国の逆襲』で主題歌「元気でいてね」を担当している。

## 収録曲
1. さよならありがとう
作詞：松本隆／作曲：松本俊明／編曲：岩﨑元是
2. ドシラそファミレス!
作詞：里乃塚玲央／作曲・編曲：渡部チェル
3. さよならありがとう （オリジナル・カラオケ）
4. ドシラそファミレス! （オリジナル・カラオケ）